# Euclidia
Euclidia là một chi bướm đêm thuộc họ Erebidae.

## Các loài
- Subgenus Euclidia
  - Euclidia ardita Franclemont, 1957 – Erebid Moth
  - Euclidia consors Butler, 1878
  - Euclidia cuspidea Hübner, 1818 – Toothed Somberwing
  - Euclidia dentata Staudinger, 1892
  - Euclidia glyphica Linnaeus, 1758 – Burnet Companion
- Subgenus Callistege
  - Euclidia costimacula Cockayne 1951
  - Euclidia cuncleata Lenzen 1944
  - Euclidia desagittata Lempke, 1966
  - Euclidia diagonalis Dyar, 1898
  - Euclidia explanata Rebel, 1908
  - Euclidia fortalitum Tauscher, 1809
  - Euclidia futilis Staudinger, 1897
  - Euclidia insulata Klemensiewicz, 1929
  - Euclidia intercalaris Grote, 1882
  - Euclidia mi Clerck, 1759 – Mother Shipton
  - ?Euclidia obscura Lempke, 1949
  - Euclidia oranensis Rothschild, 1920
  - Euclidia regia Staudinger, 1888
  - Euclidia suffusa Warren, 1913
  - Euclidia triangula Barnes & McDunnough, 1918
  - ?Euclidia vitiosa
- Subgenus Gonospileia
  - Euclidia munita Hübner, 1813
  - Euclidia triquetra Denis & Schiffermüller, 1775

## Hình ảnh

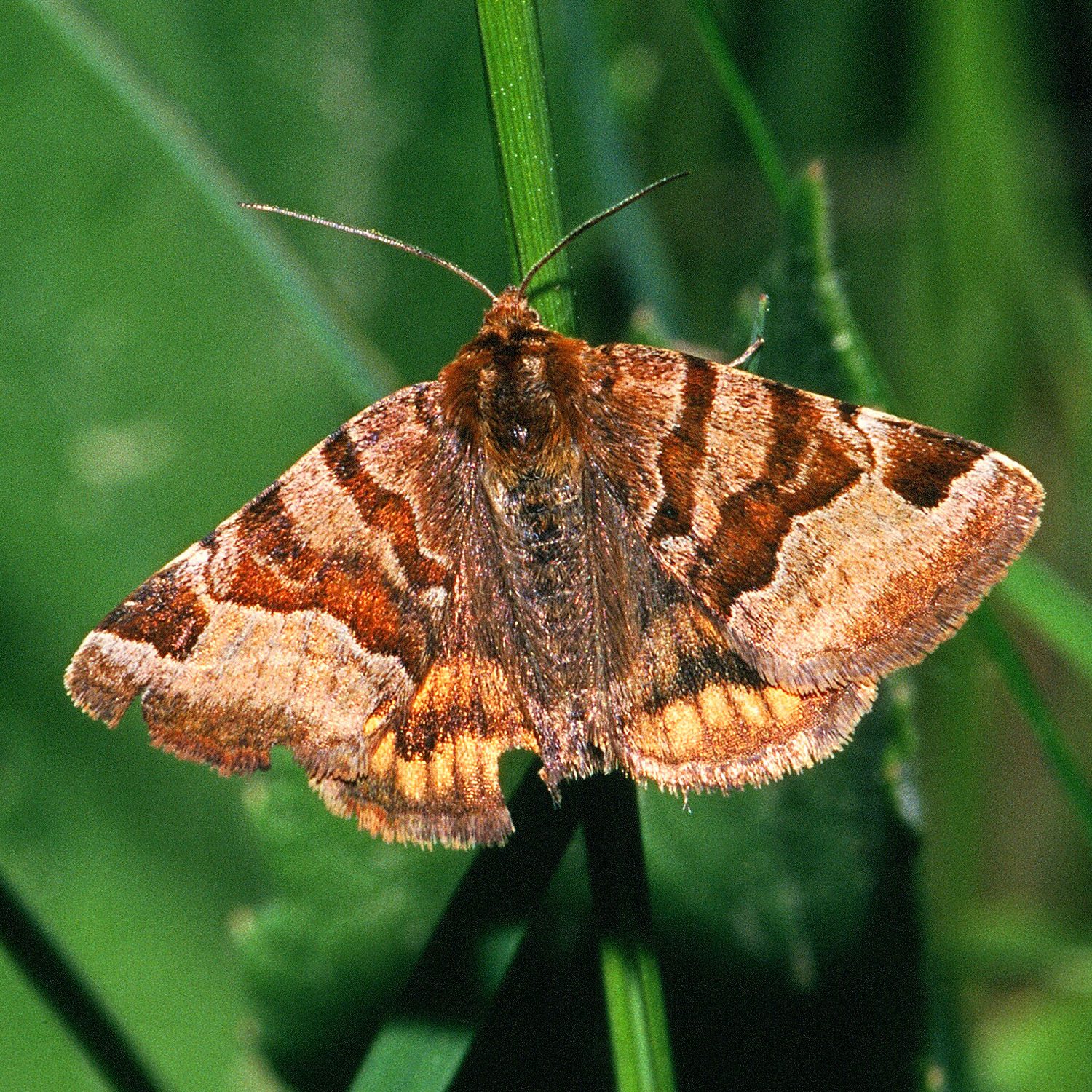